# Love on the Brain
Love on the Brain is een nummer van de Barbadiaanse zangeres Rihanna uit 2016. Het is de vierde en laatste single van haar achtste studioalbum Anti.
Het nummer is een doowop- en soulballad geïnspireerd door de muziek uit de jaren '50 en '60, maar ook door Prince en Al Green. "Love on the Brain" werd in diverse landen een hit. In de Amerikaanse Billboard Hot 100 behaalde het nummer de 5e positie.

## Hitlijst
In Nederland had het nummer in 2016 met een 21e positie in de Tipparade niet veel succes. Toen het nummer begin 2017 in andere Europese landen wel aansloeg, kwam het ook in Nederland weer hitlijsten binnen en haalde het de 6e positie in de Tipparade. In Vlaanderen werd het nummer ook pas in 2017 een hit, daar haalde het een bescheiden 33e positie in de Vlaamse Ultratop 50.

### NPO Radio 2 Top 2000
Love on the Brain stond in 2024 voor het eerst in de NPO Radio 2 Top 2000, op plek 1977.